# Novyi Buh (huyện)
Huyện Novyi Buh (tiếng Ukraina: Новобузький район, chuyển tự: Novyi Buhs’kyi raion) là một huyện của tỉnh Mykolaiv thuộc Ukraina. Huyện Novyi Buh có diện tích 1243 km², dân số theo điều tra dân số ngày 5 tháng 12 năm 2001 là 34167 người với mật độ 27 người/km2. Trung tâm huyện nằm ở Novyi Buh.